# صاخب لأقصى حد وقريب قربا لا يصدق
صاخب لأقصى حد وقريب قربا لا يُصدق (بالإنجليزية: Extremely Loud and Incredibly Close)‏ هو فيلم دراما تم إنتاجه في الولايات المتحدة وصدر في سنة 2011.

## بطولة
- توم هانكس
- ساندرا بولوك
- ماكس فون سيدو
- فيولا ديفيس
- جون غودمان

## الميزانية والإيرادات
بلغت تكلفة إنتاج الفيلم حوالي 40 مليون دولار بينما حقق أرباحا تقدر بـ 55,247,881 دولار.

### ترشيحات وجوائز
| السنة | الحدث  | الفئة     | النتيجة |
| ----- | ------ | --------- | ------- |
|       | أوسكار | أفضل فيلم | ترشـيـح |

## وصلات خارجية
- صاخب لأقصى حد وقريب قرب لا يُصدق على موقع IMDb (الإنجليزية)
- صاخب لأقصى حد وقريب قرب لا يُصدق على موقع ميتاكريتيك (الإنجليزية)
- صاخب لأقصى حد وقريب قرب لا يُصدق على موقع الموسوعة البريطانية (الإنجليزية)
- صاخب لأقصى حد وقريب قرب لا يُصدق على موقع روتن توميتوز (الإنجليزية)
- صاخب لأقصى حد وقريب قرب لا يُصدق على موقع نتفليكس (الإنجليزية)
- صاخب لأقصى حد وقريب قرب لا يُصدق على موقع قاعدة بيانات الأفلام العربية
- صاخب لأقصى حد وقريب قرب لا يُصدق على موقع ألو سيني (الفرنسية)
- صاخب لأقصى حد وقريب قرب لا يُصدق على موقع Turner Classic Movies (الإنجليزية)
- صاخب لأقصى حد وقريب قرب لا يُصدق على موقع أول موفي (الإنجليزية)
- صاخب لأقصى حد وقريب قرب لا يُصدق على موقع بوكس أوفيس موجو (الإنجليزية)